# Chiesa di Santa Maria del Tiglio
La chiesa di Santa Maria del Tiglio è un edificio sacro che si trova a Gravedona, in provincia di Como. Detto anche chiesa della regina Teodolinda, l'edificio è monumento nazionale.

## Storia
La chiesa sorge su quella che può essere definita l' "area sacra" di Gravedona, comprendente anche la vicina parrocchiale di San Vincenzo, quest'ultima caratterizzata da una notevole cripta romanica. La posizione del luogo, in posizione isolata rispetto agli originari nuclei abitativi gravedonesi, lascia infatti supporre che l'area ospitasse un tempio pagano già in età romana; a questo periodo risalgono infatti una serie di materiali di recupero presenti all'interno delle due chiese, oltre ad alcune are (tra cui una dedicata a Marte) rinvenute in loco.
Viene citata per la prima volta come battistero, dedicato a San Giovanni Battista: negli Annali di Fulda, documenti di un'antica abbazia nella Germania Occidentale, troviamo un testo, dell'823, che parla di un affresco miracoloso dipinto in questa chiesa, raffigurante l'Adorazione dei Magi, che per due giorni rifulse di luce propria. Le fondamenta del battistero, databili verso il V-VI secolo, sono emerse assieme a un mosaico coevo durante alcuni restauri effettuati attorno alla metà del XX secolo.
La chiesa come la vediamo oggi risale all'avanzato XII secolo, periodo a cui risale la ri-dedicazione a Santa Maria; il resto del nome deriverebbe da una pianta di tiglio cresciuta sul campanile a fine costruzione. Un'attestazione della chiesa romanica si ha in una pergamena datata 1154.

## Descrizione

### Esterno
La chiesa è un esempio chiaro di stile romanico, costruita utilizzando la pietra locale: il marmo bianco di Musso e la pietra nera di Olcio.

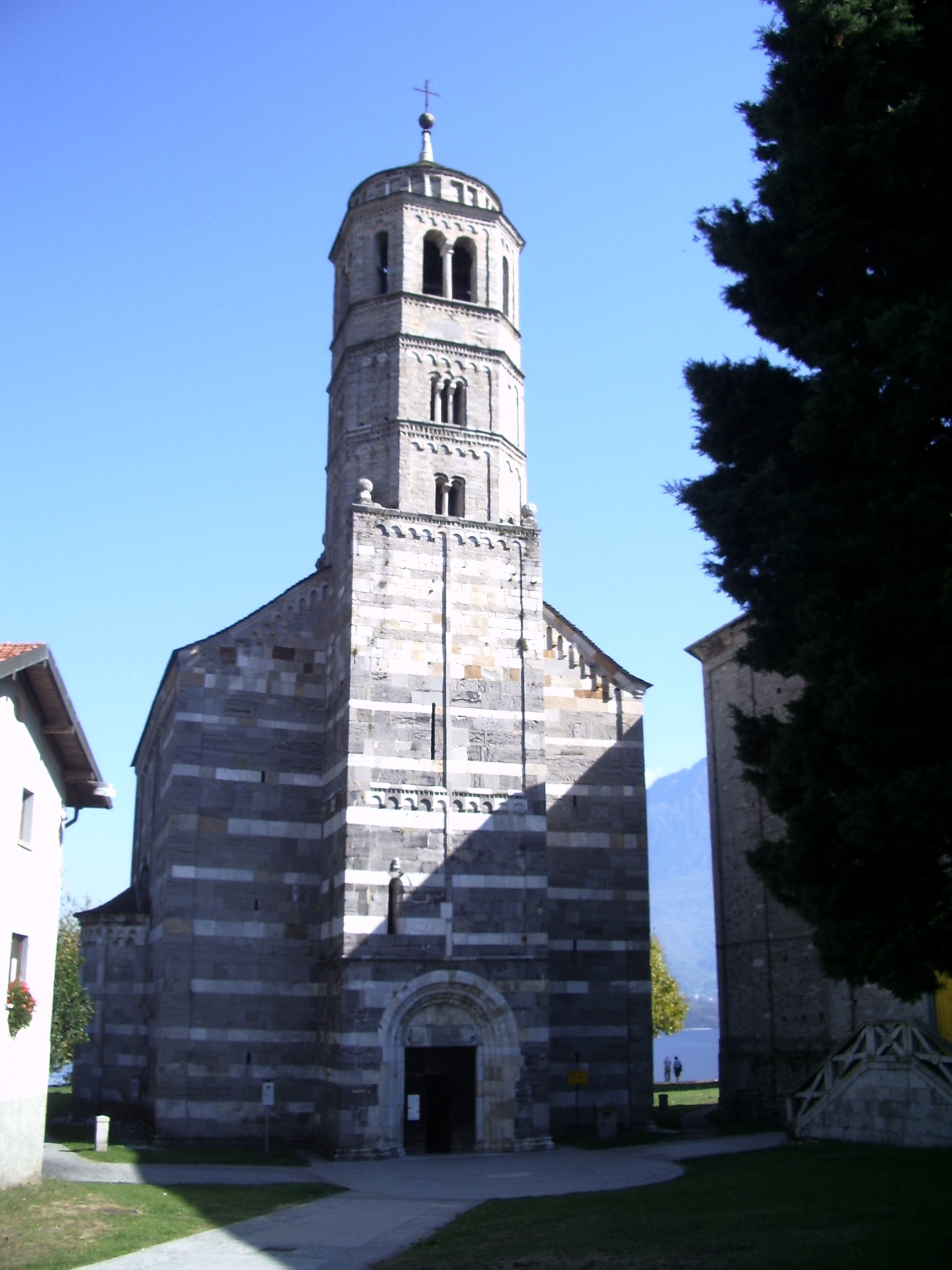
La facciata policroma di Santa Maria del Tiglio

La pianta è centrale, nella tradizione dei battisteri e presenta tre absidi semicircolari sui tre lati, mentre la facciata è caratterizzata dal campanile aggettante, un unicum nell'architettura lombarda, derivato da modelli borgognoni e renani. Il campanile ha base quadrata nella parte inferiore, mentre nella parte superiore è ottagonale; probabilmente, venne costruito in epoca più tarda. Alla base si trova il portale d'ingresso, lievemente strombato; un secondo portale si trova sul fianco destro.
Lungo tutta la base del tetto corre una decorazione ad archetti pensili, tipica dello stile romanico, che si trova anche sopra la prima monofora del campanile. Accanto e sopra a questa finestra ci sono dei blocchi di marmo scolpiti, probabilmente materiali di recupero dal precedente edificio. Infatti, si nota una testina umana di età tardo-romana, incastonata come chiave di volta nella monofora: forse apparteneva ad una stele funeraria. Ai fianchi della monofora, conci in marmo, scolpiti a bassorilievo: sono datati al periodo altomedievale e raffigurano soggetti vari con valore simbolico, come un centauro con l'arco, un serpente e un nodo gordiano. Più in alto, appena sotto il primo ordine di archetti, altri conci in marmo scolpiti a bassorilievo mostrano disallineati due rilievi tondeggianti, chiamati "le mammelle della regina Teodolinda", e a ben guardare si notato anche i capezzoli centrali; si pensa alludano al tema della fertilità.

### Interno

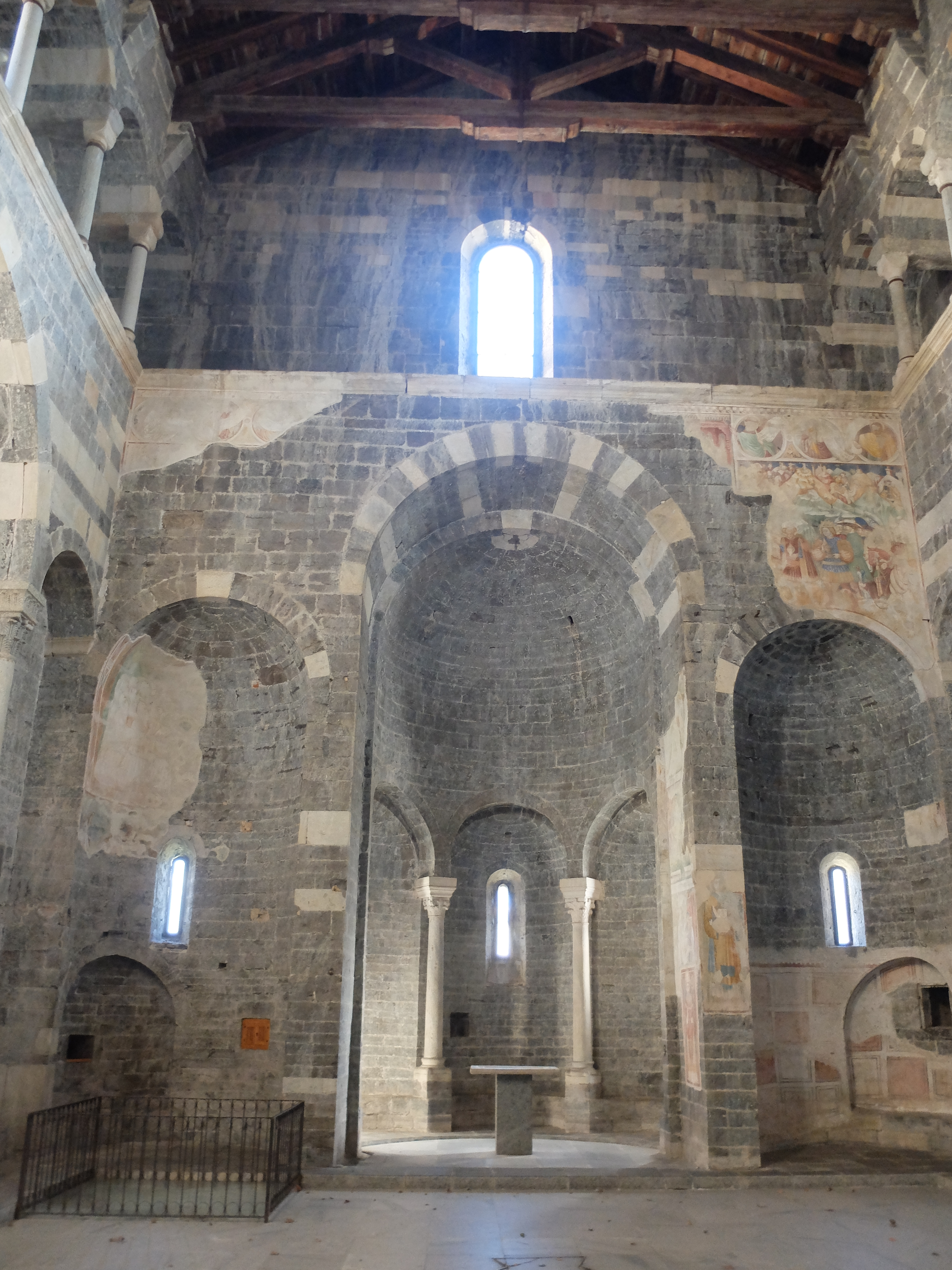
Abside

L'interno è un ampio ambiente caratterizzato dalle due absidi laterali, dal presbiterio in cui sono state ricavate tre nicchie e dal loggiato che corre sopra le absidi. Il loggiato è raggiungibile tramite scale a chiocciola ricavate ai lati del campanile. In mezzo alla chiesa, sotto al piano di calpestio, i resti di un fonte battesimale a immersione in stile romanico.
Il pavimento è recente, ma nell'angolo nord-est si trova un frammento del mosaico pavimentale del V-VI secolo: si riconoscono motivi geometrici formati da tessere bianche, nere e rosse, tipiche del periodo romano.
Un tempo i muri dovevano essere decorati da un ricco ciclo di affreschi, di cui oggi restano poche testimonianze. Nel presbiterio si vedono ancora lacerti delle Storie di San Giovanni Battista, risalenti al XV secolo, e figure di Santi, tra cui Santo Stefano e San Gottardo, patrono dei passi alpini.
Sopra la nicchia centrale di destra si trova un'Adorazione dei Magi, che venne realizzato al posto del fatiscente affresco miracoloso, citato negli Annali di Fulda.
Al centro dell'abside meridionale si vedono i resti di un affresco devozionale raffigurante la Vergine in trono col Bambino coi Santi Anna e Giuliano, mentre, in controfacciata si trova quello che è l'affresco più antico della chiesa: il Giudizio Universale, comprendente raffigurazioni allegoriche dei vizi e delle virtù.↵Quest'affresco risale alla prima metà del XIV secolo: vi si vede raffigurato il Cristo Redentore in mandorla, circondato dalle file dei beati e dei dannati; sullo sfondo, il paesaggio della Gerusalemme celeste, dove si notano campanili molto simili a quello della stessa chiesa di Santa Maria del Tiglio e della vicina Abbazia di Piona, prima del suo rifacimento nel XVIII secolo.
L'abside settentrionale è decorata dai resti di affreschi devozionali risalenti alla seconda metà del XIV secolo, raffiguranti Sant'Anna, Santa Susanna, San Giovanni Battista, San Lucio e San Giuliano l'ospitaliere nell'atto di uccidere i propri genitori.
La presenza di santi come Gottardo, Lucio e San Cristoforo, affrescati vicino all'arcone dell'ingresso, richiama la funzione di Gravedona come nodo di traffico dei commerci provenienti e direttismo verso l'area transalpina: sono infatti i santi invocati dai viaggiatori e Santa Maria del Tiglio era probabilmente una tappa per i commercianti che si incamminavano verso la difficile via delle Alpi.
La parete nord ospita anche un capolavoro della scultura romanica lombarda: un "Crocifisso" ligneo scolpito nella seconda metà del XII secolo, La scultura, in legno di pioppo e ontano, raffigura un Cristo dai tratti del volto molto allungati, che richiamano la scultura dell'area renana e nordeuropea.
Nella nicchia alla destra del Crocefisso trova posto un'ara romana.

## Galleria d'immagini

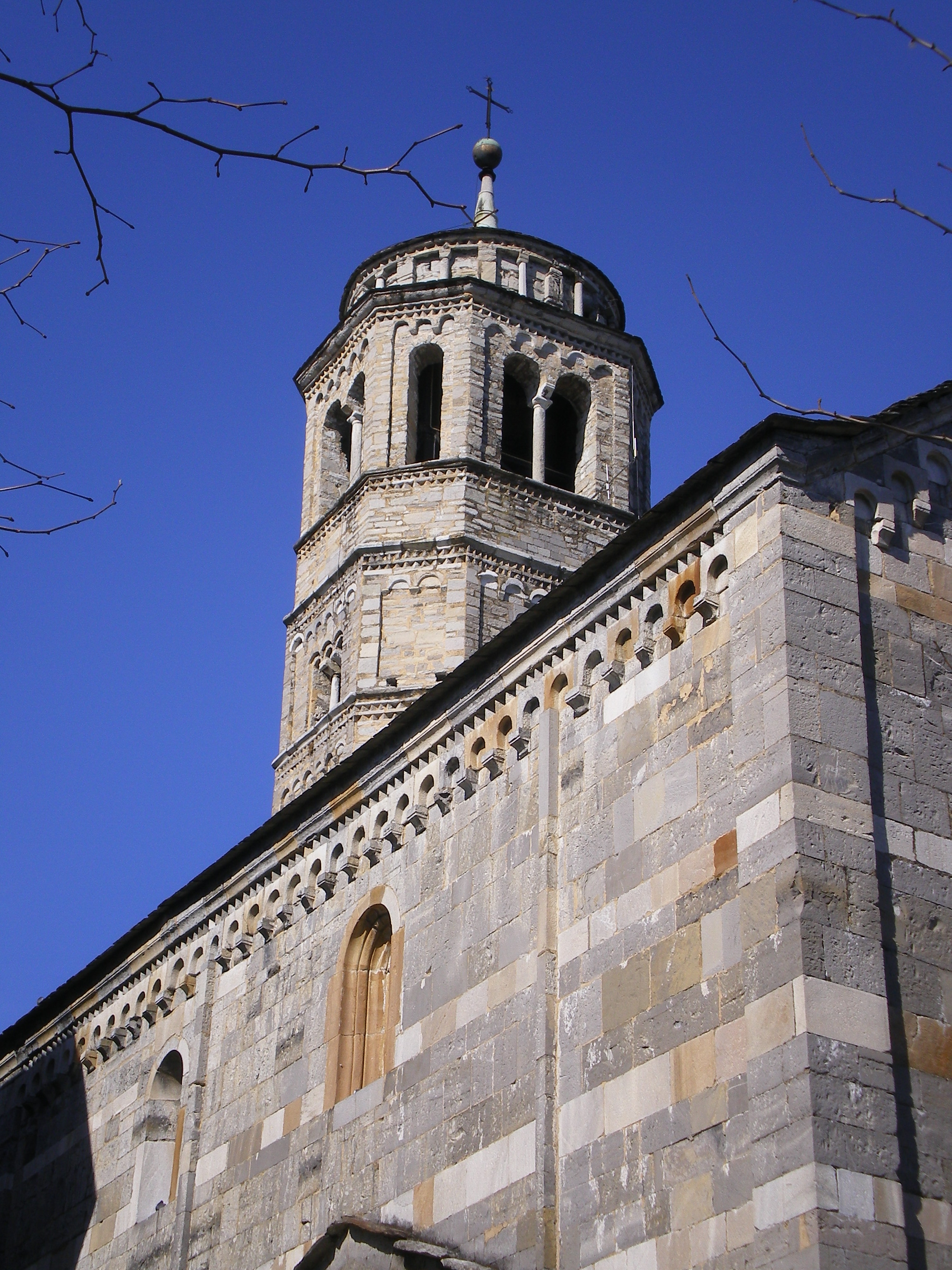
Il campanile visto dal lato meridionale.
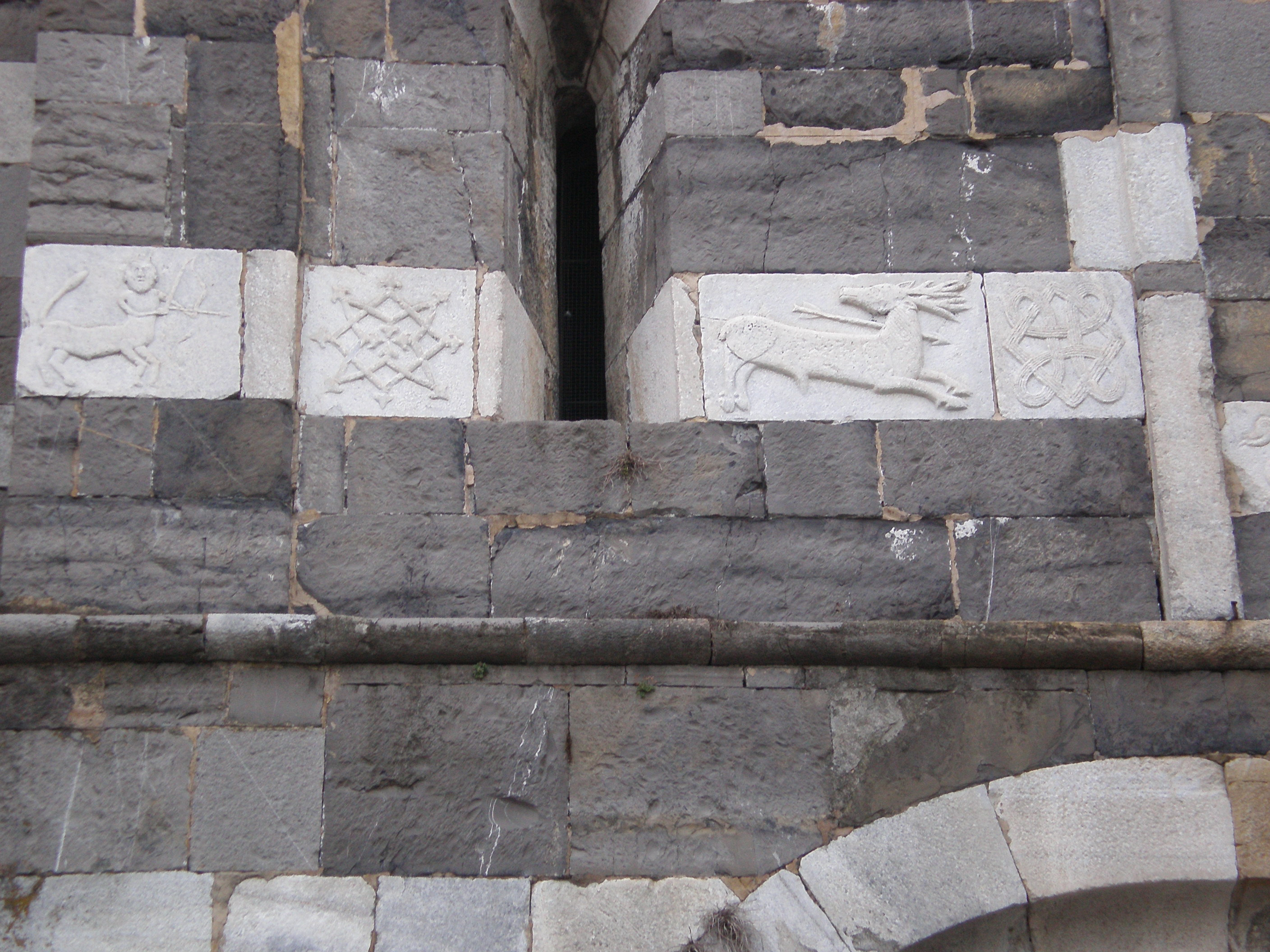
I bassorilievi scolpiti sulla facciata.
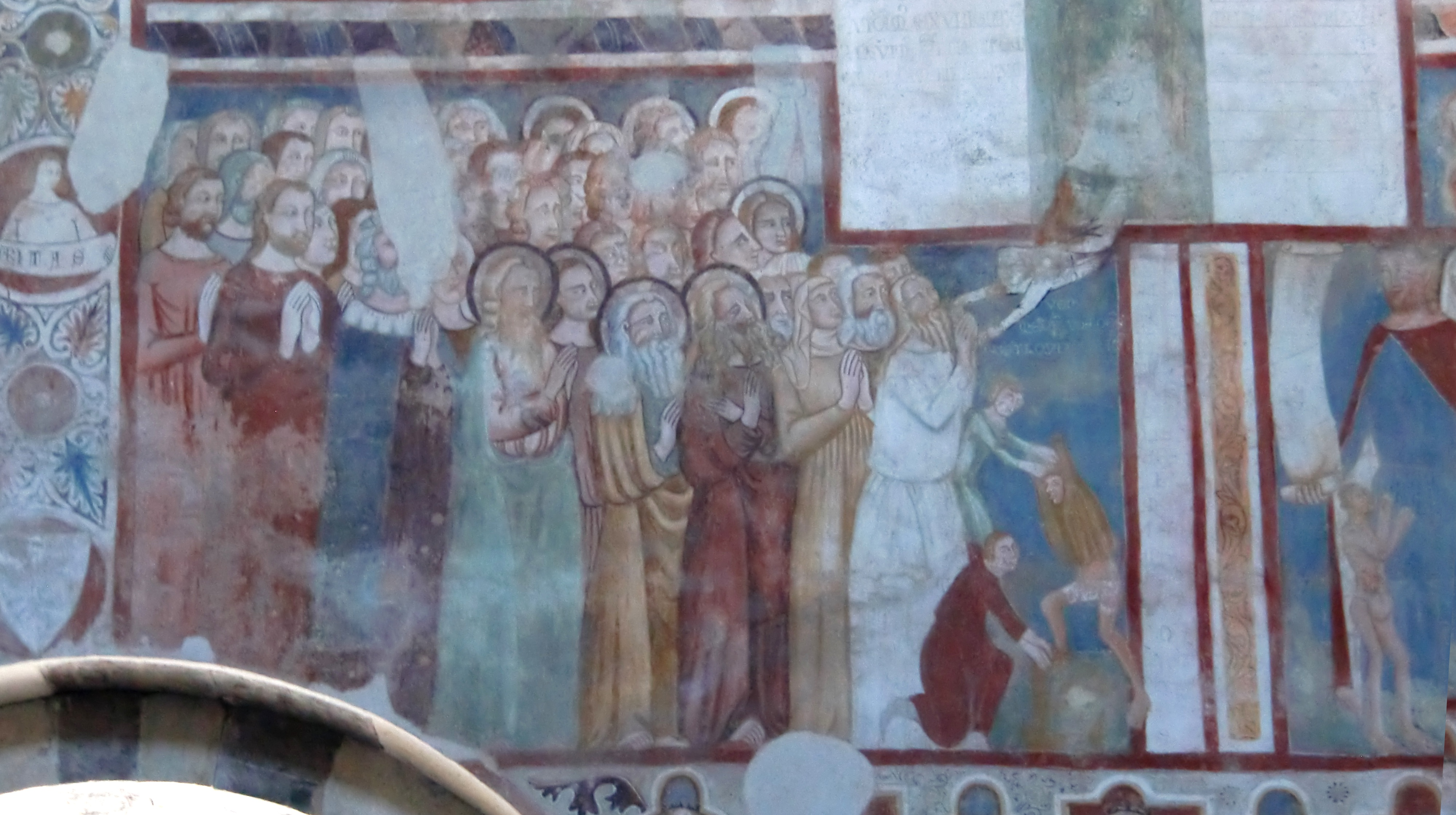
Giudizio Universale (particolare)
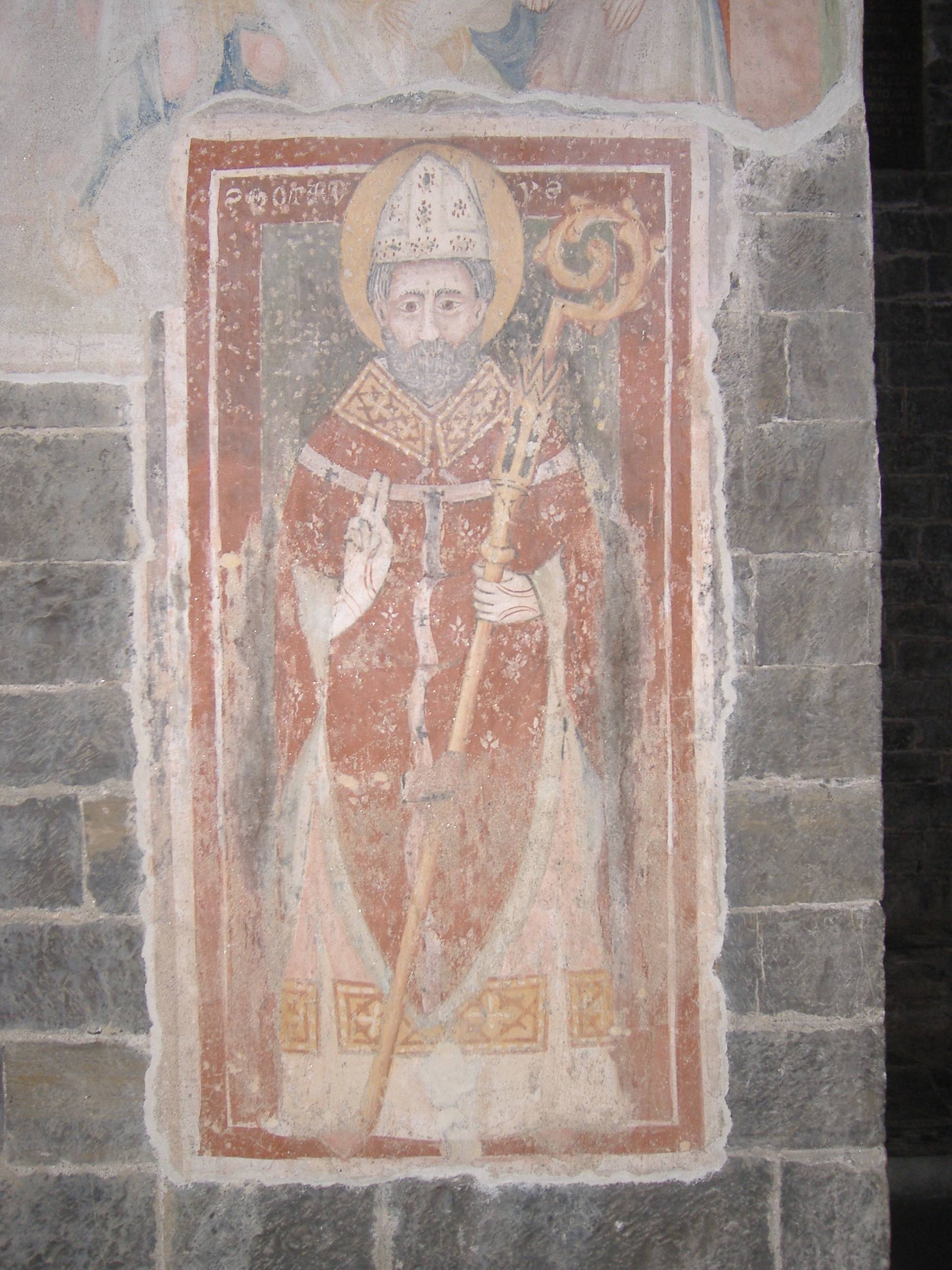
San Gottardo, abside orientale.
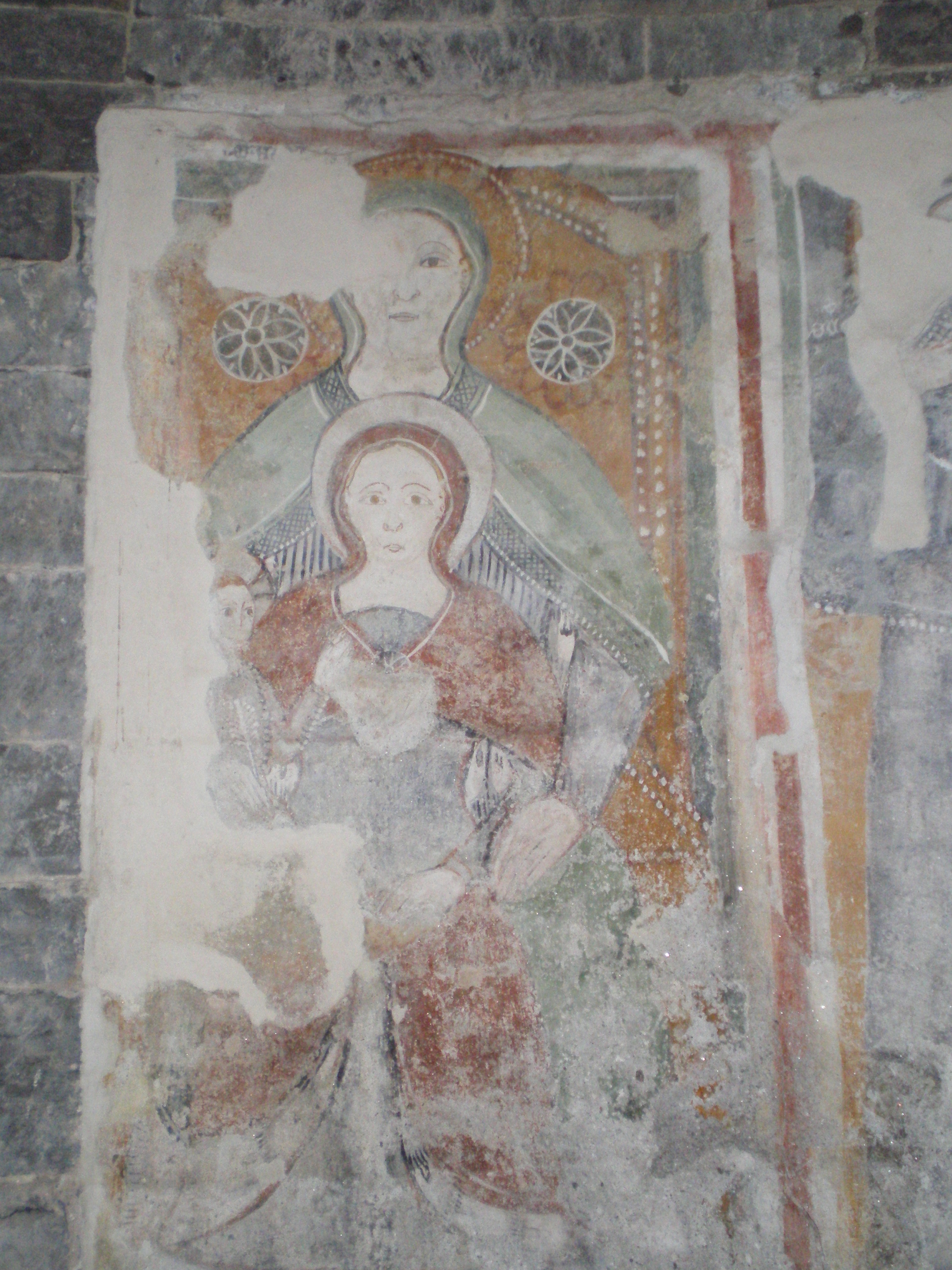
Sant'Anna Metterza, abside settentrionale.
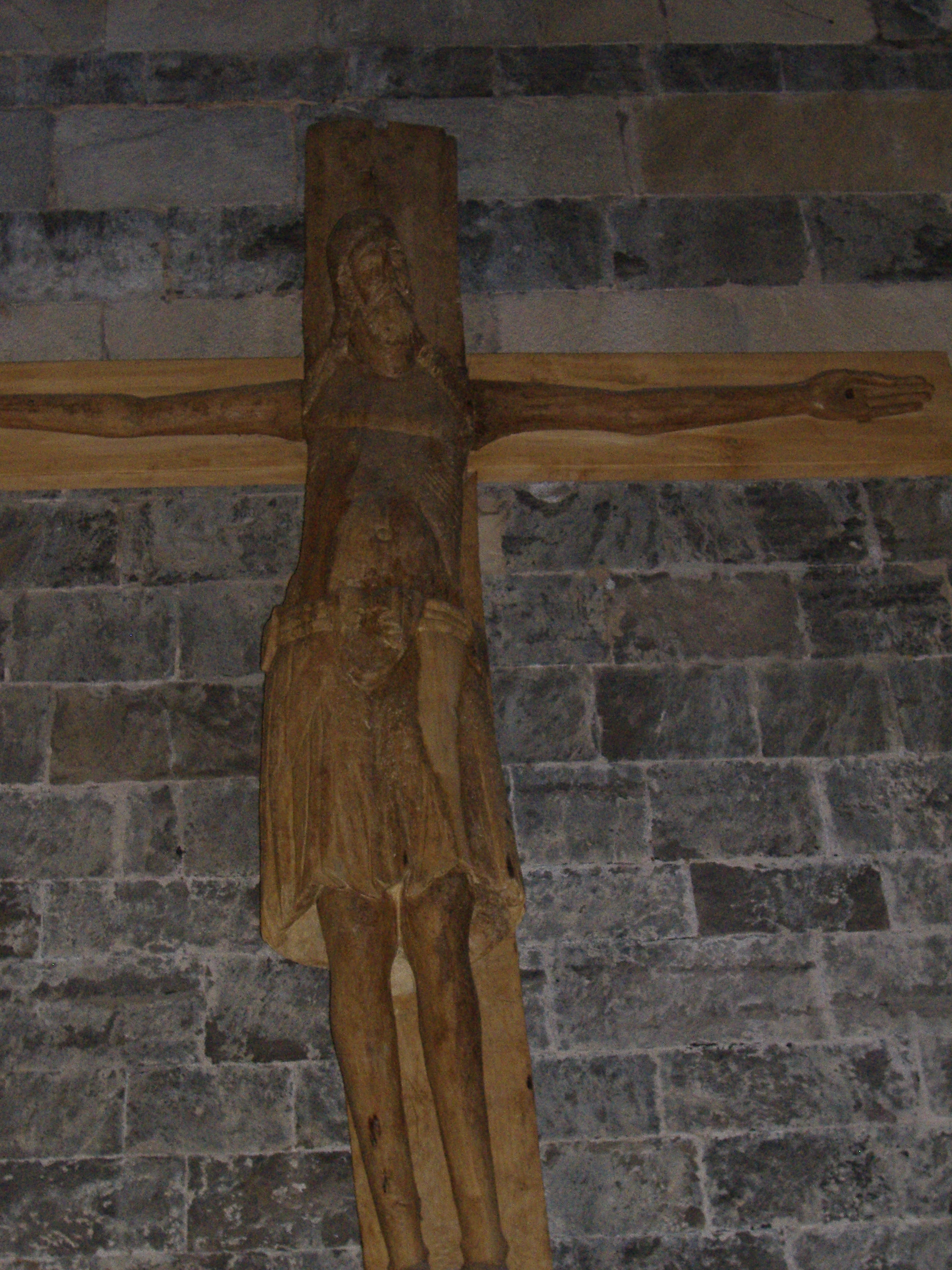
Crocefisso ligneo.
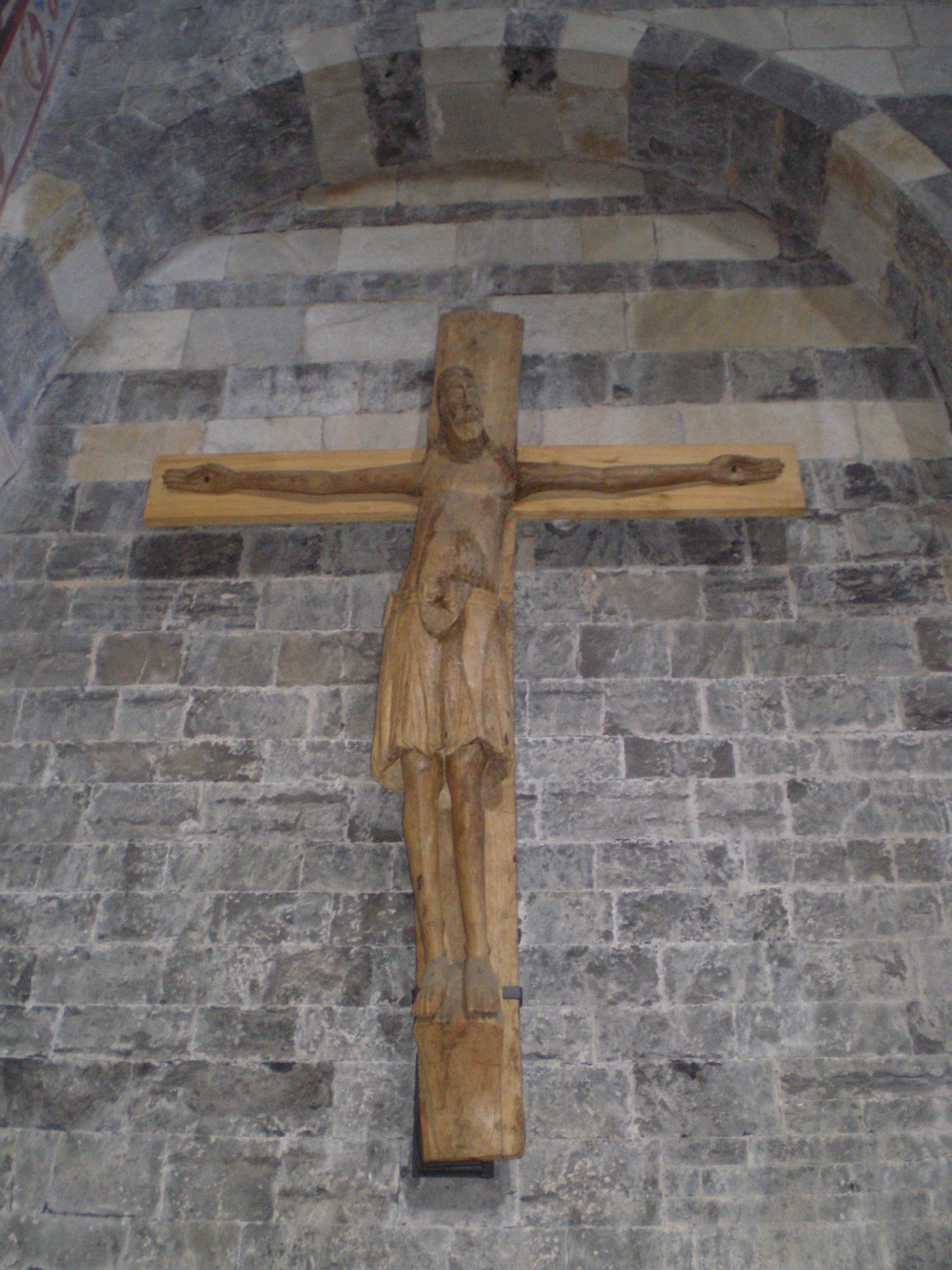
Un'altra immagine del crocifisso del XII secolo.
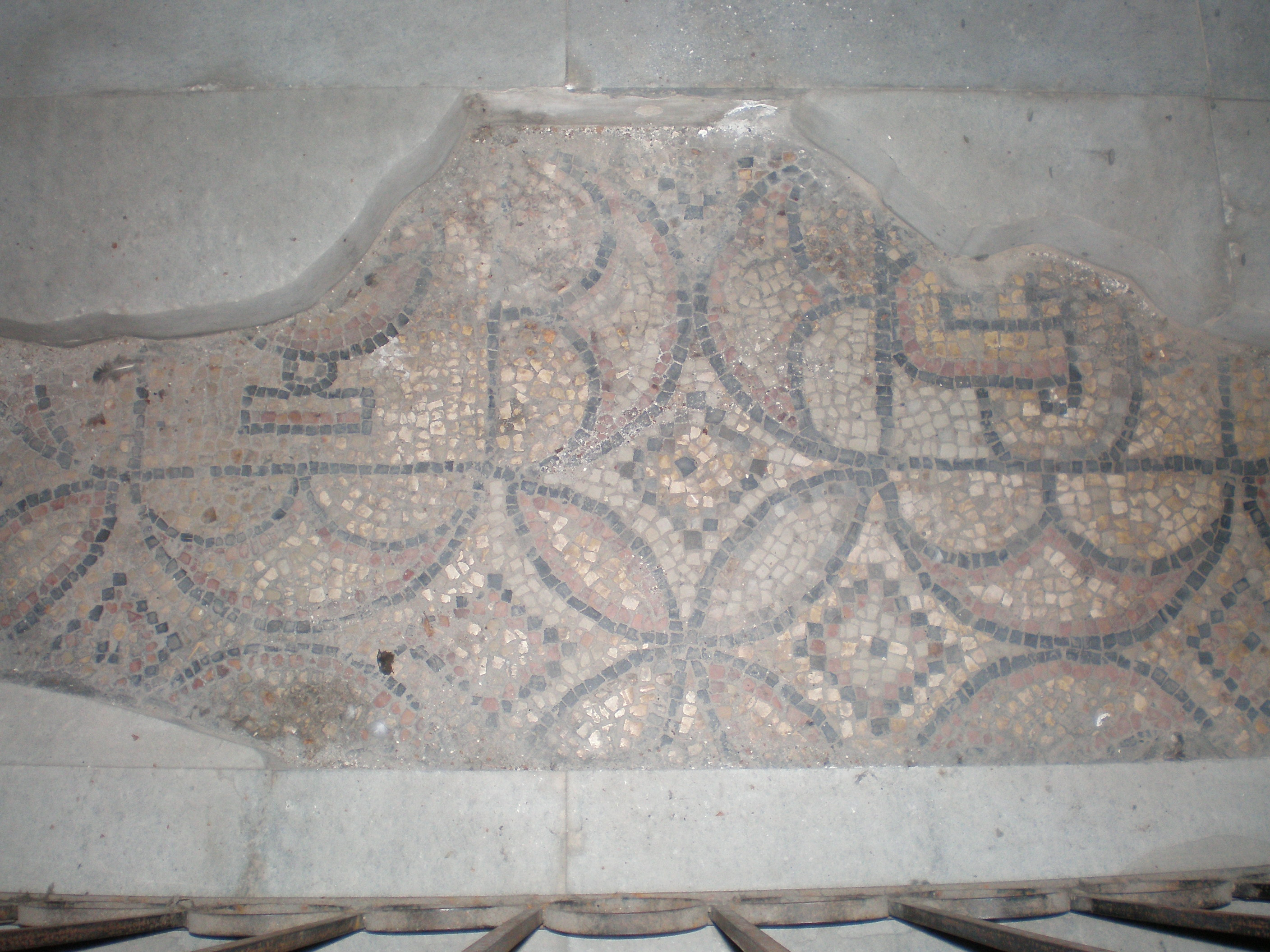
I resti del pavimento musivo di epoca romana.
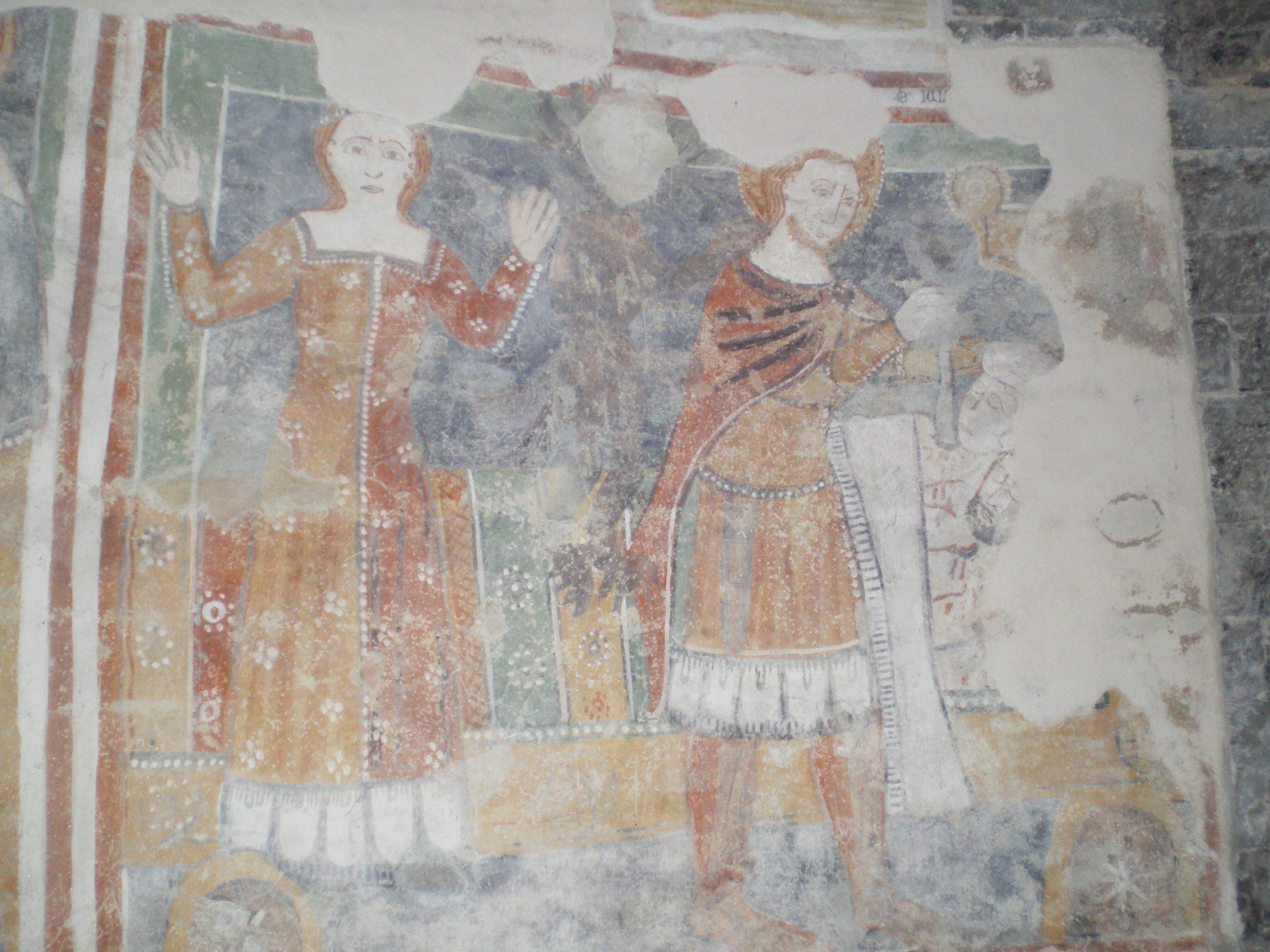
Affresco dell'abside settentrionale, San Giuliano che uccide i genitori.
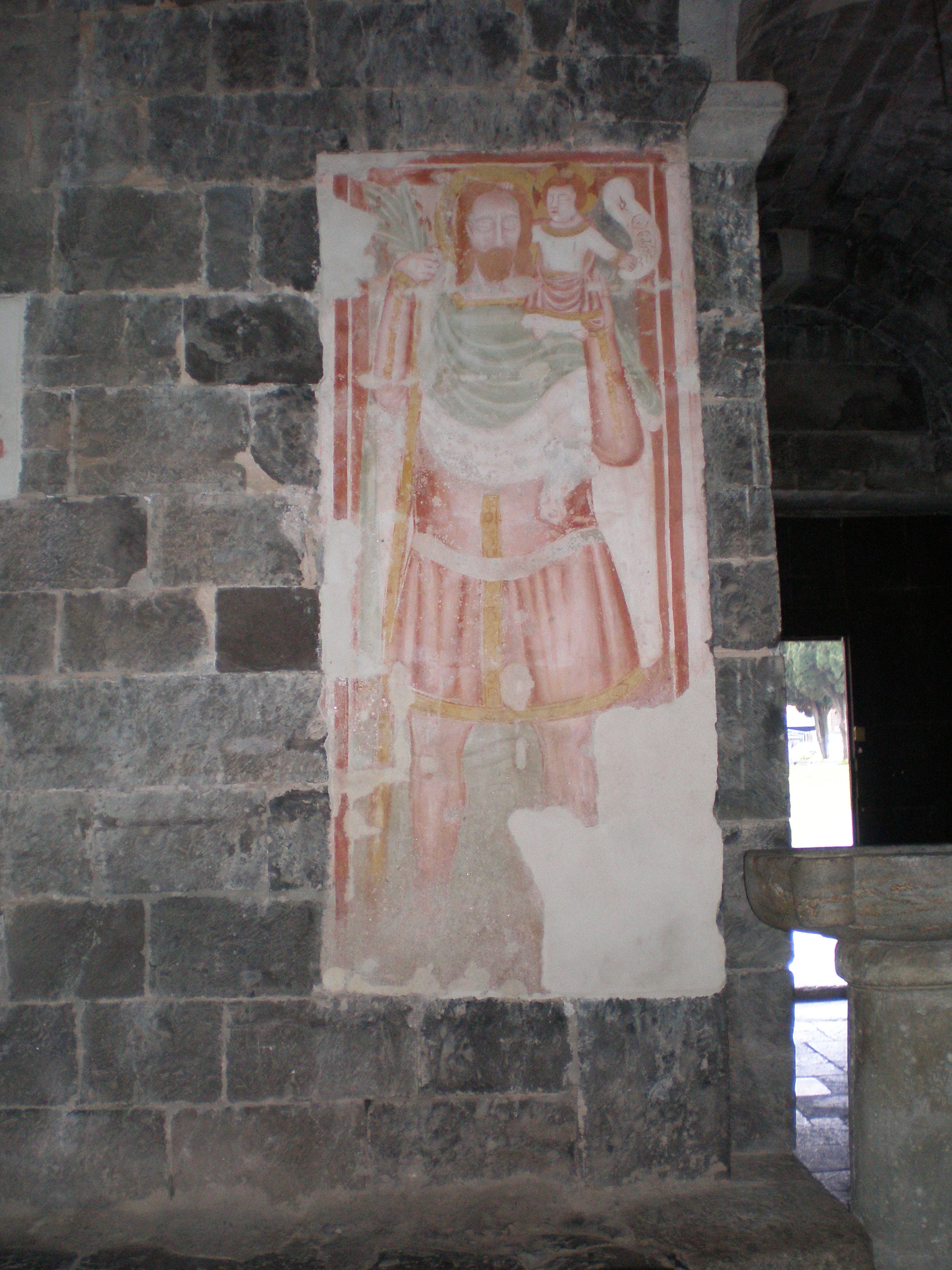
Affresco di fianco all'ingresso, rappresentante San Cristoforo.
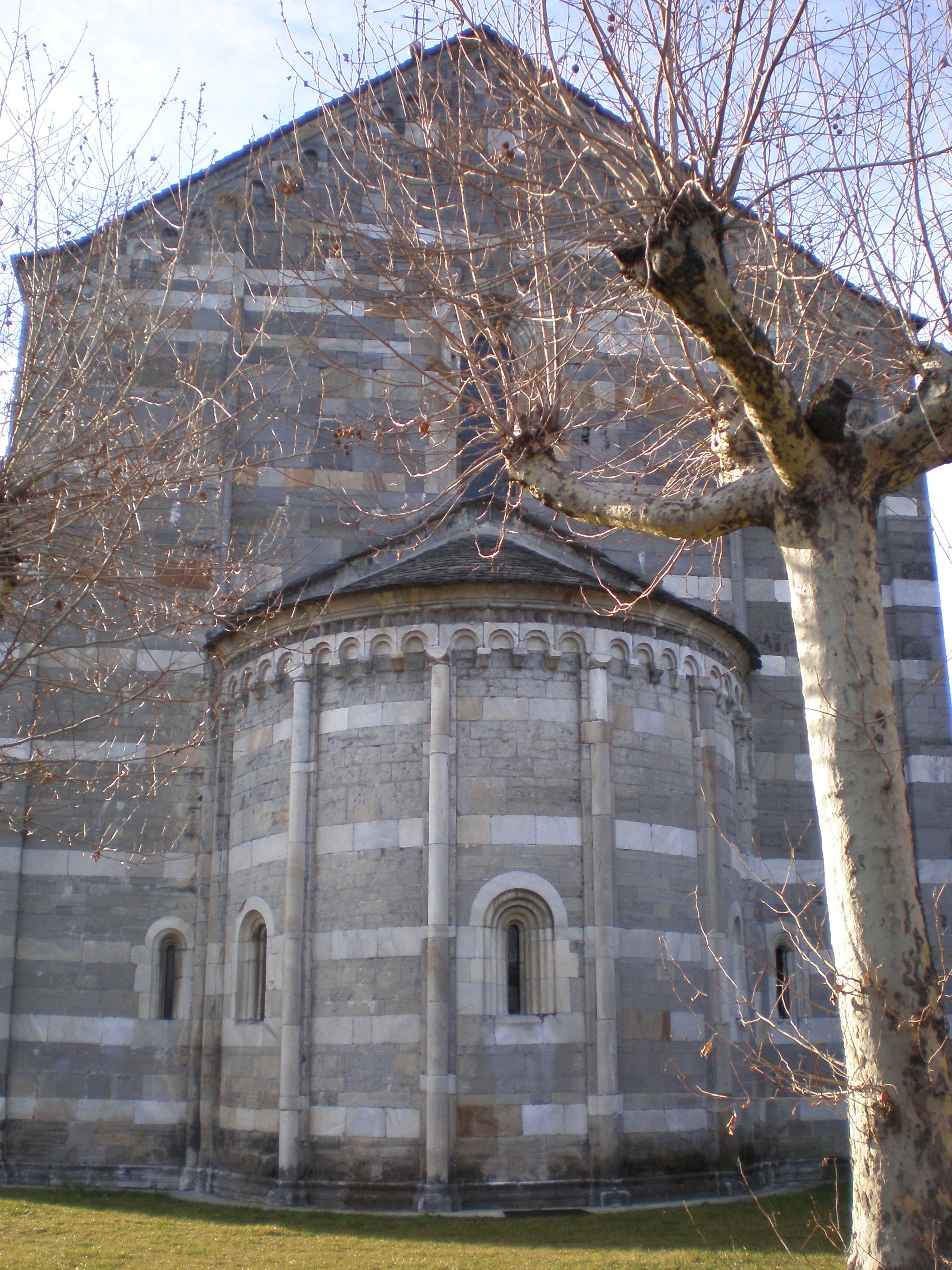
L'abside centrale vista dall'esterno.
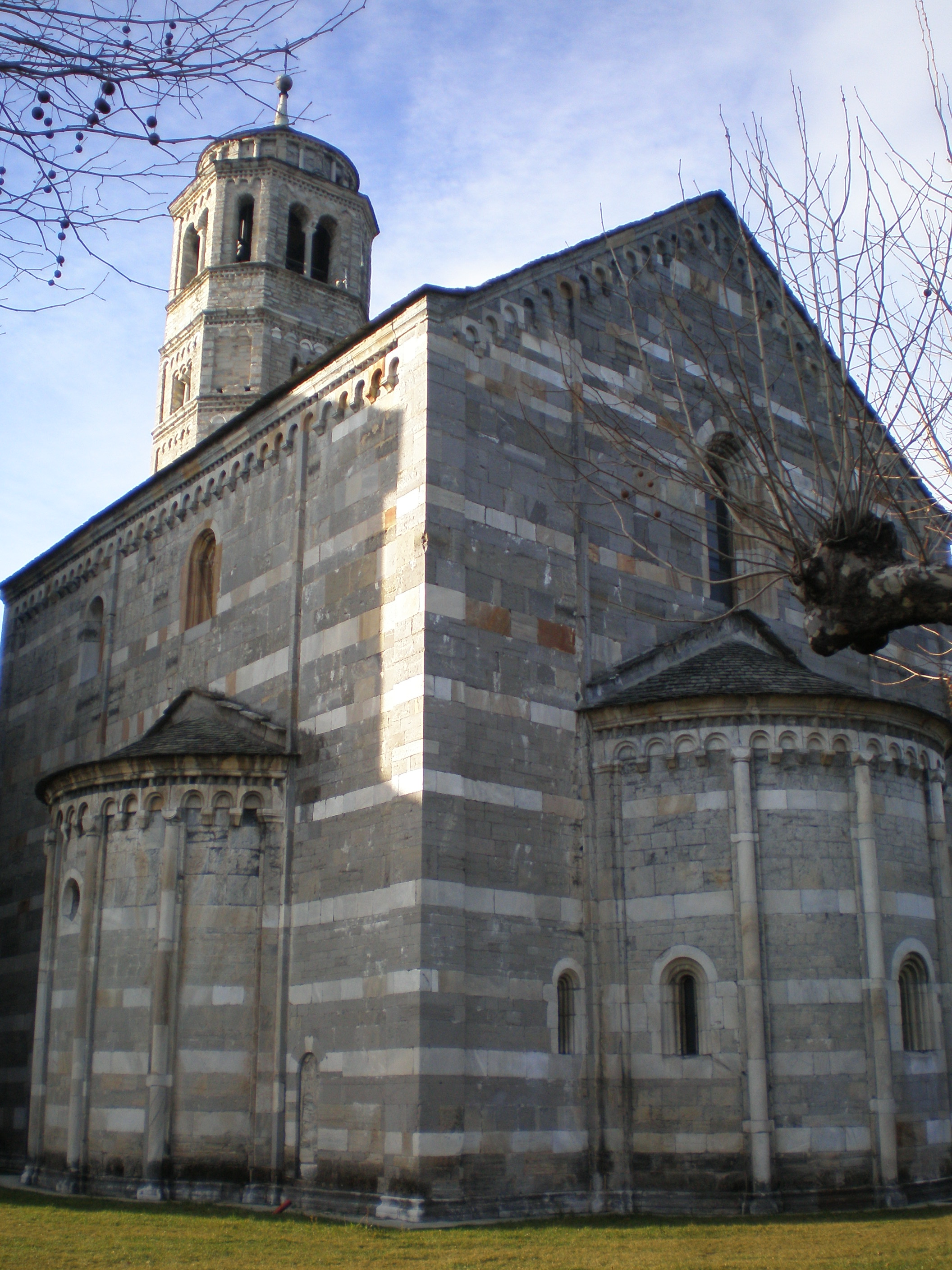
La chiesa vista dal prato retrostante.